# Julökejsarduva
Julökejsarduva (Ducula whartoni) är en fågel i familjen duvor inom ordningen duvfåglar.

## Utseende och läte
Julökejsarduvan är en stor (39 cm) omisskänlig duva med mrökgrå fjäderdräkt. Ovansida och bröst är purpur-, grön- eller rödbrunglänsade, beroende på vinkel. Ögat är gult eller orange, undre stjärttäckarna rödbruna och näbben svart. Ungfågeln är mer färglös, på undersidan brunare och med ljusare tygel, kind och panna. Ben och fötter är purpurröda hos den adulta fågeln, gråbruna på ungfågeln. Lätet är ett spinnande "coo" som för stiger och sedan faller i tonhöjd. Även djupa och dånande "whoo" kan höras.

## Utbredning och systematik
Fågeln förekommer endast på Julöns inlandsplatå i östra Indiska oceanen. Den behandlas som monotypisk, det vill säga att den inte delas in i några underarter.

## Status
Julökejsarduvan har ett mycket litet utbredningsområde, men beståndet anses vara stabilt. Världspopulationen uppskattas till mellan 35 000 och 66 000 vuxna individer. IUCN kategoriserar arten som livskraftig.

## Namn
Fågelns vetenskapliga artnamn hedrar William James Lloyd Wharton (1843-1905), brittisk hydrograf verksam i Indiska oceanen 1872-1880.